# Terremoto della Calabria meridionale del 1894
(Antonio De Salvo)
Il terremoto del 16 novembre 1894 fu un evento sismico che colpì la Calabria meridionale e la Sicilia alle ore 17.52, con epicentro storicamente individuato nella città di Palmi. L'intensità dell'evento, che rientra nel IX grado della scala Mercalli e che colpì maggiormente le località del Circondario di Palmi, comportò anche un violento maremoto che interessò perfino le coste campane, con maggiori danni che vi furono a Capo Pezzo verso Palmi.

## Centri abitati interessati dal terremoto
I principali centri interessati dal terremoto del 1894, riportati per grado di scala Mercalli, sono i seguenti:
| Grado | Scossa          | Centri abitati |
| ----- | --------------- | --- |
| IX    | distruttiva     | Palmi, San Procopio, Santa Eufemia d'Aspromonte. |
| VIII  | rovinosa        | Bagnara Calabra, Seminara, Oppido Mamertina, Rosarno, Taurianova. |
| VII   | molto forte     | Barcellona Pozzo di Gotto, Cittanova, Gioia Tauro, Melito di Porto Salvo, Locri, Messina, Milazzo, Mileto, Polistena, Reggio Calabria, Scilla, Torregrotta, Tropea, Vibo Valentia, Villa San Giovanni.    |
| VI    | forte           | Caulonia, Lipari, Serra San Bruno, Siderno. |
| V     | piuttosto forte | Acireale, Alì, Belpasso, Biancavilla, Caltagirone, Catania, Lamezia Terme, Motta Sant'Anastasia, Nicolosi, Palagonia, Patti, Paternò, Ramacca, San Giovanni in Fiore, Scordia, Lauria, Lagonegro, Giarre. |
| IV    | moderata        | Adrano, Cosenza, Grammichele, Mistretta, Noto, Siracusa. |
| III   | leggera         | Crotone, Leonforte, Scicli, Licata, Palermo, Piazza Armerina. |

## Il miracolo della statua della Madonna
Nei giorni precedenti del verificarsi del terremoto si narra che la Madonna si manifestó attraverso la statua posta dentro la chiesa di Palmi. Furono in essa osservate straordinarie manifestazioni fin quando durante una improvvisata processione, mentre la gente era fuori dall'abitazione, arrivò il terremoto. Il miracolo della Madonna del Carmine di Palmi permise alla quasi totalità della gente di salvarsi.

## Galleria d'immagini

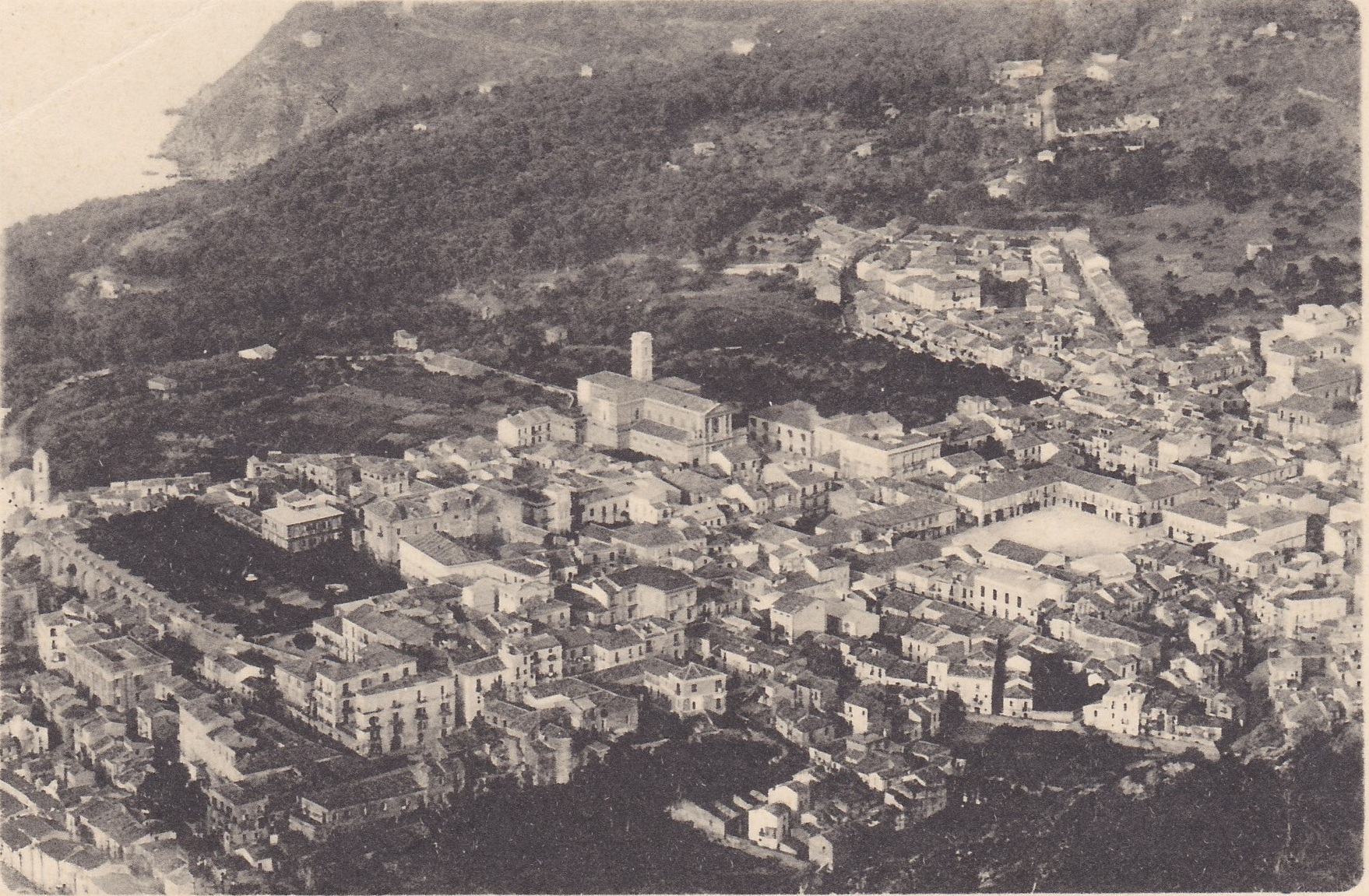
Palmi prima del terremoto
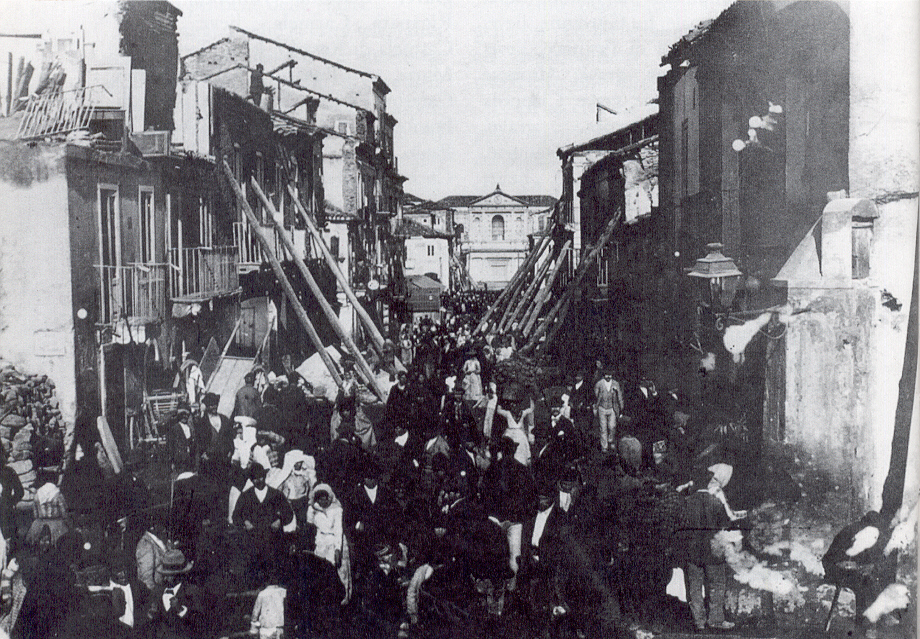
Palmi, corso Carolino con le case puntellate
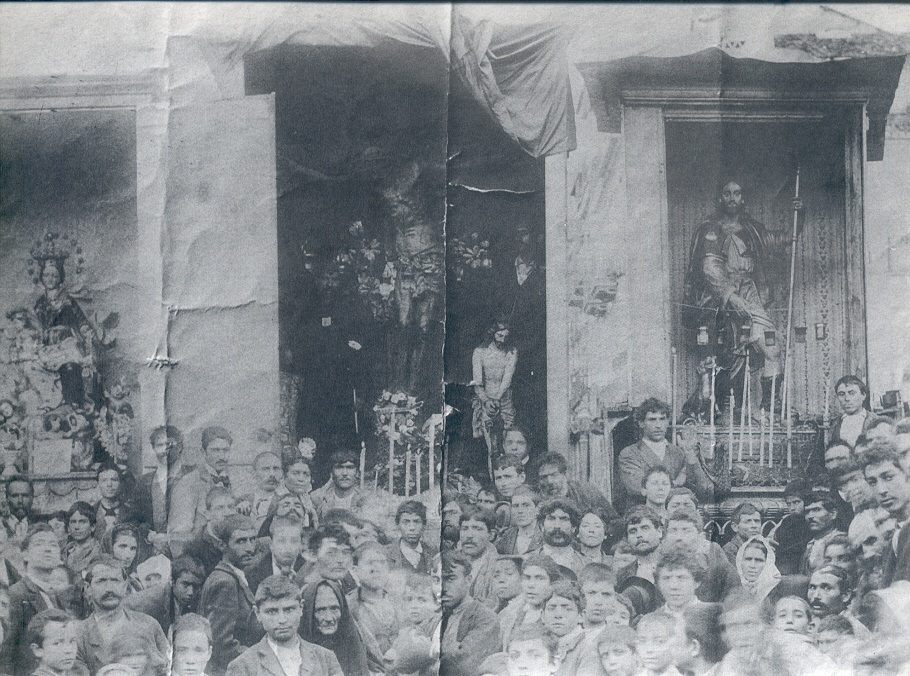
Palmi, la statue della Madonna del Carmine, del Crocifisso e di San Rocco, in piazza a seguito del terremoto